# Catocala clintonii
Catocala clintonii är en fjärilsart som beskrevs av Augustus Radcliffe Grote 1865. Catocala clintonii ingår i släktet Catocala och familjen nattflyn. Inga underarter finns listade i Catalogue of Life.